# Botajica
Botajica (szerbül: Ботајица), település Bosznia-Hercegovinában, Modriča községben, a Szerb Köztársaság északi régiójában. 

## Fekvése
A település Bosznia-Hercegovina északi részén, Dobojtól légvonalban 26, közúton 39 km-re északra, községközpontjától légvonalban 7, közúton 10 km-re nyugatra, a Boszna bal partján és a Vučjak-hegység területén, 113-293 méteres magasságban fekszik.

## Népessége

### A község népessége
| Nemzetiségi csoport | Népesség 1991 | Népesség 2013 |
| ------------------- | ------------- | ------------- |
| Szerb               | 864           | 594           |
| Bosnyák             | 0             | 0             |
| Horvát              | 89            | 5             |
| Jugoszláv           | 19            | 0             |
| Egyéb               | 47            | 2             |
| Összesen            | 1019          | 601           |

## Története
A régészeti leletek tanúsága szerint a falu határában, a Boszna partján már az őskorban is település is állt. A szomszédos településeken talált leletek alapján elmondható, hogy a folyómenti terület később is lakott volt, az ókoron és a kora középkoron át..
A szerb-horvát lakosságú település 1878-ig tartozott az Oszmán Birodalomhoz. Ekkor a berlini kongresszus határozata alapján az Osztrák-Magyar Monarchia része lett. 1879-ben az első osztrák-magyar népszámlálás során a Derventi járáshoz tartozó településnek, 60 háztartása, 309 ortodox és 103 római katolikus lakosa volt. 1910-ben a Derventai járáshoz és Odžak községhez tartozó településen 117 háztartást, 527 ortodox, 143 római katolikus és 9 muszlim lakost találtak.
A monarchia szétesésével 1918-ban előbb a Szerb-Horvát-Szlovén Királyság, majd 1929-től a Jugoszláv Királyság része lett. Az 1929-es törvény értelmében, amikor Bosznia-Hercegovinát négy banovinára, Drinskára, Vrbaskára, Zetskára és Primorskára osztották, a település a Vrbaska banovina (Orbászi Bánság) része lett, amelynek székhelye Banja Luka volt. 1939-ben a közigazgatás átszervezésével a Hrvatska banovina (Horvát Bánság) része lett.
A második világháborúban Jugoszlávia megszállása után a Független Horvát Állam (NDH) része lett. A második világháború után 1992-ig a település a szocialista Jugoszlávia keretében a Bosznia-Hercegovinai Népköztársaság része volt. A boszniai háború idején a település horvát lakosságát elüldözték. A boszniai háborút lezáró daytoni békeszerződés rendelkezése alapján az ország területét felosztották a Bosznia-hercegovinai Föderáció és a boszniai Szerb Köztársaság között. A békeszerződés utáni területmegosztási megállapodás értelmében a település a Boszniai Szerb Köztársasághoz került.

## Oktatás
A falu első iskoláját 1932-ben építették. Az épület a dugo poljei iskolával egy időben épült, ugyanolyan méretben és ugyanolyan terv alapján.

## Nevezetességei
- A Boldogságos Szűz Mária lepele tiszteletére szentelt ortodox temploma a Dugo Polje-i plébánia filiája. A 12x5,5 méteres templom építése 1979-ben kezdődött. Az alapokat 1980. április 27-én szentelte fel Vaszilje, Zvornik-Tuzla püspöke. Az építkezés 1989-ben fejeződött be, a templomot pedig ugyanazon év július 23-án szentelte fel Vaszilje püspök. A templomot 2007 és 2009 között teljeskörűen felújították. Az általános felújítás során hozzáépítették a harangtornyot, kicserélték a teljes tetőt, hozzáépítették az előterer, és felújították a templom belsejét. A templomnak van egy tégla ikonosztáza, az ikonokat 1989-ben festette ismeretlen festő. A templomot 2008 óta a kraljevói Srđan Brkušanin festette ki.[9]

- Brdo – őskori település maradványai. A Boszna bal partja feletti teraszon erdőirtás közben cseréptöredékeket, kovaköveket és kőszerszámokat találtak. A leletek sajnos nem maradtak fenn. Korukat a kőkorszakra, vagy a kőrézkorra tették.[5]